# Хронологія поширення COVID-19 (липень 2022)
Стаття описує поширення коронавірусу тяжкого гострого респіраторного синдрому-2, що спричинив спалах коронавірусної хвороби 2019, у липні 2022 року. Уперше хвороба була зареєстрована в місті Ухань у КНР у грудні 2019 року.

## Хронологія пандемії

### 1 липня
- У Чилі зареєстровано понад 4 мільйони випадків COVID-19.
- Малайзія повідомила про 2773 нових випадки хвороби, загальна кількість випадків зросла до 4568828. Зареєстровано 1984 одужання, загальна кількість одужань зросла до 4502840. Зареєстровано 6 смертей, кількість померлих зросла до 35771.[1]
- Нова Зеландія повідомила про 7195 нових випадків хвороби, внаслідок чого загальна кількість випадків досягла 1345796. Зареєстровано 5015 одужань, загальна кількість одужань зросла до 1298282. Зареєстровано 7 смертей, кількість померлих зросла до 1529.[2]
- Ніуе повідомило про 5 нових випадків хвороби внаслідок поїздок за кордон.[3]
- Північна Корея повідомила про 4570 нових випадків хвороби, внаслідок чого загальна кількість випадків досягла 4744430. Кількість померлих становила 73.[4]
- Сінгапур повідомив про 9087 нових випадків хвороби, загальна кількість випадків зросла до 1453155. Повідомлено про 2 нові смерті, внаслідок чого кількість померлих зросла до 1415.[5]
- Тайвань повідомляє про 35800 нових випадків хвороби, загальна кількість випадків зросла до 3803049. Повідомлено про 121 нову смерть, кількість померлих зросла до 6772.[6]
- Гравець у крикет зі Шрі-Ланки Анджело Метьюз дав позитивний результат тесту на COVID-19, і був виключений з першого тестового матчу Шрі-Ланки проти Австралії.[7]

### 2 липня
- Малайзія повідомила про 2527 нових випадків хвороби, внаслідок чого загальна кількість випадків досягла 4571355. Зареєстровано 2359 одужань, загальна кількість одужань зросла до 4505199. Кількість померлих залишилася на рівні 35771.[8]
- Нова Зеландія повідомила про 6626 нових випадків хвороби, внаслідок чого загальна кількість випадків досягла 1352688. Зареєстровано 3991 одужання, загальна кількість одужань зросла до 1302273. Зареєстровано 21 смерть, кількість померлих зросла до 1549.[9]
- Північна Корея повідомила про 4100 нових випадків хвороби, загальна кількість випадків зросла до 4748530. Кількість померлих становила 73.[10]
- Сінгапур повідомив про 7952 нові випадки хвороби, загальна кількість випадків зросла до 1461107. Повідомлено про одну нову смерть, кількість померлих зросла до 1416.[11]
- Тайвань повідомив про 34827 нових випадків хвороби, загальна кількість випадків зросла до 3837856. Повідомлено про 96 нових смертей, кількість померлих зросла до 6868.[12]

### 3 липня
- Малайзія повідомила про 2536 нових випадків хвороби, внаслідок чого загальна кількість випадків досягла 4573891. Зареєстровані 3123 одужання, загальна кількість одужань зросла до 4508322. Зареєстровано 5 смертей, кількість померлих зросла до 35776.[13]
- Нова Зеландія повідомила про 5089 нових випадків хвороби, внаслідок чого загальна кількість випадків досягла 1357862. Зареєстровано 4600 одужань, загальна кількість одужань зросла до 1306873. Зареєстровано 11 смертей, кількість померлих зросла до 1560.[14]
- Північна Корея повідомила про 3550 нових випадків хвороби, загальна кількість випадків зросла до 4752080. Кількість померлих становила 73.[15]
- Сінгапур повідомив про 6127 нових випадків хвороби, загальна кількість випадків зросла до 1467234. Повідомлено про 2 нові смерті, внаслідок чого кількість померлих зросла до 1418.[16]
- Тайвань повідомив про 32681 новий випадок хвороби, загальна кількість випадків зросла до 3870528. Повідомлено про 88 нових смертей, кількість померлих зросла до 6956.[17]

### 4 липня
- Канада повідомила про 4522 нові випадки хвороби, загальна кількість випадків зросла до 3950609.[18]
- Малайзія повідомила про 1918 нових випадків хвороби, внаслідок чого загальна кількість випадків досягла 4575809. Зареєстровано 2321 одужання, загальна кількість одужань зросла до 4510643. Зареєстровано 8 смертей, кількість померлих зросла до 35784 осіб.[19]
- Нова Зеландія повідомила про 6650 нових випадків хвороби, внаслідок чого загальна кількість випадків досягла 1364733. Зареєстровано 5767 одужань, загальна кількість одужань зросла до 1312640. Зареєстровано 7 смертей, кількість померлих зросла до 1568.[20]
- Північна Корея повідомила про 3040 нових випадків хвороби, загальна кількість випадків зросла до 4755120. Зареєстровано 73 смерті.[21]
- Сінгапур повідомив про 5946 нових випадків хвороби, загальна кількість випадків зросла до 1473180. Повідомлено про одну нову смерть, кількість померлих зросла до 1419.[22]
- Сінгапурські політики Халіма Якоб, Тан Чуан-Чжин і Едвін Тонг отримали позитивний результат тестування на COVID-19.[23]

### 5 липня
- Канада повідомила про 2124 нові випадки хвороби, загальна кількість випадків зросла до 3952733.[24]
- У Малайзії повідомили про 2932 нові випадки хвороби, загальна кількість випадків зросла до 4578741. Зареєстровано 2292 одужання, загальна кількість одужань зросла до 4512935. Зареєстровано 3 смерті, кількість померлих зросла до 35787.[25]
- Нова Зеландія повідомила про 9816 нових випадків хвороби, загальна кількість випадків зросла до 1374535. Зареєстровано 8333 одужання, загальна кількість одужань зросла до 1320973. Зареєстровано 22 смерті, кількість померлих зросла до 1592 осіб.[26]
- Північна Корея повідомила про 2500 нових випадків хвороби, загальна кількість випадків зросла до 4757620. Загалом зареєстровано 73 смерті.[27]
- Сінгапур повідомив про 12784 нові випадки хвороби, загальна кількість випадків зросла до 1485964. Повідомлено про 2 нові смерті, внаслідок чого кількість померлих зросла до 1421.[28]

### 6 липня
Щотижневий звіт ВООЗ:
- Канада повідомила про 3271 новий випадок хвороби, загальна кількість випадків зросла до 3958566.[30]
- Італія перевищила поріг у 19 мільйонів випадків COVID-19.
- Малайзія повідомила про 3561 новий випадок, загальна кількість випадків зросла до 4582302. Зареєстровано 2035 одужань, загальна кількість одужань зросла до 4514970. Зареєстровано 5 смертей, кількість померлих зросла до 35792.[31]
- Північна Корея повідомила про 2150 нових випадків хвороби, загальна кількість випадків зросла до 4759770. Пізніше було підтверджено ще одну смерть, внаслідок чого кількість померлих зросла до 74.[32]
- Сінгапур повідомив про 9989 нових випадків хвороби, загальна кількість випадків зросла до 1495953. Повідомлено про 2 нові смерті, внаслідок чого кількість померлих зросла до 1423.[33]

### 7 липня
- Канада повідомила про 11899 нових випадків хвороби, внаслідок чого загальна кількість випадків досягла 3968974.[34]
- Малайзія повідомила про 4020 нових випадків хвороби, внаслідок чого загальна кількість випадків досягла 4586322. Зареєстровано 1718 одужань, загальна кількість одужань зросла до 4516688. Зареєстровано 3 смерті, кількість померлих зросла до 35795.[35]
- Нова Зеландія повідомила про 11084 нові випадки хвороби, загальна кількість випадків зросла до 1403073. Зареєстровано 7855 одужань, загальна кількість одужань зросла до 1343926. Зареєстровано 15 смертей, кількість померлих зросла до 1619.[36]
- Північна Корея повідомила про 1960 нових випадків хвороби, загальна кількість випадків зросла до 4761730.[37]
- Сінгапур повідомив про 9985 нових випадків хвороби, загальна кількість випадків зросла до 1505938. Повідомлено про 3 нових смерті, внаслідок чого кількість померлих досягла 1426.[38]

### 8 липня
- Канада повідомила про 1606 нових випадків хвороби, внаслідок чого загальна кількість випадків досягла 3970580.[39]
- У Франції кількість випадків COVID-19 перевищила 32 мільйони.[40]
- Малайзія повідомила про 3589 нових випадків хвороби, внаслідок чого загальна кількість випадків досягла 4589911. Зареєстровано 2224 одужання, загальна кількість одужань зросла до 4518912. Зареєстровано 6 смертей, кількість померлих зросла до 35801.[41]
- Нова Зеландія повідомила про 9953 нові випадки хвороби, загальна кількість випадків зросла до 1412642. Зареєстровано 7392 одужання, загальна кількість одужань зросла до 1351318. Зареєстровано 20 смертей, кількість померлих зросла до 1641.[42]
- Північна Корея повідомила про 1630 нових випадків хвороби, загальна кількість випадків зросла до 4763360.[43]
- Сінгапур повідомив про 9284 нові випадки хвороби, загальна кількість випадків зросла до 1515222. Повідомлено про одну нову смерть, кількість померлих зросла до 1427.[44]
- Тайвань повідомив про 30314 нових випадків за добу, перевищивши 4 мільйони випадків загалом, загальна кількість випадків зросла до 4026067.[45]
- У Сполучених Штатах Америки кількість випадків перевищила 90 мільйонів.[40]
- Президент Філіппін Бонгбонг Маркос отримав позитивний тест на COVID-19.[46]

### 9 липня
- Німеччина перевищила поріг у 29 мільйонів випадків COVID-19.[47]
- Малайзія повідомила про 2799 випадків хвороби, загальна кількість випадків зросла до 4592710. Зареєстровано 2666 одужань, загальна кількість одужань зросла до 4521578. Зареєстровано 8 смертей, кількість померлих зросла до 35809.[48]
- Нова Зеландія повідомила про 9558 випадків хвороби, загальна кількість випадків зросла до 1422178. Зареєстровано 6803 одужання, загальна кількість одужань зросла до 1358121. Зареєстровано 21 смерть, кількість померлих зросла до 1663.[49]
- Північна Корея повідомила про 1590 нових випадків хвороби, внаслідок чого загальна кількість випадків досягла 4764950.[50]
- Сінгапур повідомив про 8659 нових випадків хвороби, загальна кількість випадків зросла до 1523881. Повідомлено про одну нову смерть, кількість померлих зросла до 1428.[51]
- Згідно офіційної заяви організаторів, шосейні велогонщики Вегард Стаке Ланген і Джеффрі Бушар після тестування на COVID-19 були відсторонені від усіх етапів Тур де Франс 2022.
- Тренер професійного японського бейсбольного клубу «Токіо Сволловс» Сінго Такацу, згідно з повідомленням клубу отримав позитивний результат тесту на COVID-19.

### 10 липня
- Малайзія повідомила про 3264 нові випадки хвороби, загальна кількість випадків зросла до 4595974. Зареєстровано 2703 одужання, загальна кількість одужань зросла до 4524281. Зареєстровано 2 смерті, кількість померлих зросла до 35811.[52]
- Нова Зеландія повідомила про 7747 нових випадків хвороби, загальна кількість випадків зросла до 1429924. Зареєстровано 5469 одужань, загальна кількість одужань зросла до 1363590. Повідомлено про 9 смертей, кількість померлих зросла до 1674.[53]
- Північна Корея повідомила про 1470 нових випадків хвороби, загальна кількість випадків зросла до 4766420.[54]
- У Сінгапурі повідомили про 6423 нові випадки хвороби, загальна кількість випадків зросла до 1530304. Повідомлено про 4 нові смерті, внаслідок чого кількість померлих зросла до 1432.[55]
- В Іспанії кількість випадків хвороби перевищила 13 мільйонів.
- У Великій Британії кількість випадків хвороби перевищила 23 мільйони.[56]

### 11 липня
- Канада повідомила про 1016 нових випадків хвороби, внаслідок чого загальна кількість випадків досягла 3974127.[57]
- Малайзія повідомила про 2417 нових випадків хвороби, внаслідок чого загальна кількість випадків досягла 4598391. Зареєстровано 2536 одужань, загальна кількість одужань зросла до 4526817. Зареєстровано 5 смертей, що кількість померлих зросла до 35816.[58]
- Нова Зеландія повідомила про 8675 нових випадків хвороби, внаслідок чого загальна кількість випадків досягла 1438599. Зареєстровано 6571 одужання, загальна кількість одужань зросла до 1370161. Зареєстровано 17 смертей, кількість померлих зросла до 1688.[59]
- Північна Корея повідомила про 1240 нових випадків хвороби, внаслідок чого загальна кількість випадків хвороби досягла 4767660.[60]
- Сінгапур повідомив про 4495 нових випадків хвороби, внаслідок чого загальна кількість випадків досягла 1534799.[61]
- Сенатор США Чак Шумер отримав позитивний результат тестування на COVID-19.[62]

### 12 липня
- Бразилія перевищила поріг у 33 мільйони випадків COVID-19.[63]
- Канада повідомила про 12065 нових випадків хвороби, загальна кількість випадків зросла до 3986209.[64]
- Малайзія повідомила про 2345 нових випадків хвороби, внаслідок чого загальна кількість випадків досягла 4600736. Зареєстровано 2384 одужання, загальна кількість одужань зросла до 4529201. Зареєстровано 3 смерті, кількість померлих зросла до 35819.[65]
- Нова Зеландія повідомила про 11854 нові випадки хвороби, загальна кількість випадків зросла до 1450451. Зареєстровано 9814 одужань, загальна кількість одужань зросла до 1379975. Зареєстровано 17 смертей, кількість померлих зросла до 1707 осіб.[66]
- Північна Корея повідомила про 900 нових випадків хвороби, загальна кількість випадків зросла до 4768560.[67]
- Сінгапур повідомив про 5979 нових випадків хвороби, загальна кількість випадків зросла до 1540778. Повідомлено про 5 нових смертей, кількість померлих зросла до 1437.[68]

### 13 липня
Щотижневий звіт ВООЗ:
- Канада повідомила про 4030 нових випадків хвороби, загальна кількість зросла до 3990239.[70]
- Малайзія повідомила про 3934 нові випадки хвороби, загальна кількість випадків зросла до 4604670. Зареєстровано 2747 одужань, загальна кількість одужань зросла до 4531948. Зареєстровано 9 смертей, кількість померлих зросла до 35828.[71]
- У Новій Зеландії повідомили про 11819 нових випадків хвороби, загальна кількість випадків досягла 1462257. Зареєстровано 10527 одужань, загальна кількість одужань зросла до 1390502. Зареєстровано 29 смертей, кількість померлих зросла до 1737.[72]
- Північна Корея повідомила про 770 нових випадків хвороби, загальна кількість випадків зросла до 4769330.[73]
- Сінгапур повідомив про 16870 нових випадків хвороби, внаслідок чого загальна кількість випадків досягла 1557648. Повідомлено про 3 нові смерті, кількість померлих зросла до 1440.[74]

### 14 липня
- Канада повідомила про 15343 нові випадки хвороби, перевищивши показник у 4 мільйони випадків, загальна кількість випадків зросла до 4005582.[75]
- Японія перевищила поріг у 10 мільйонів випадків COVID-19.[76]
- Малайзія повідомила про 4098 нових випадків хвороби, внаслідок чого загальна кількість випадків досягла 4608768. Зареєстровано 2071 одужання, загальна кількість одужань зросла до 4 534 019. Зареєстровано 8 смертей, кількість померлих зросла до 35836.[77]
- У Новій Зеландії повідомили про 11716 нових випадків хвороби, загальна кількість випадків досягла 1473955. Налічувалось 10909 одужань, загальна кількість одужань зросла до 1401411. Зареєстровано 23 смерті, кількість померлих зросла до 1760.[78]
- Північна Корея повідомила про 570 нових випадків хвороби, загальна кількість випадків зросла до 4769900.[79]
- Сінгапур повідомив про 11772 нові випадки хвороби, загальна кількість випадків зросла до 1569420. Повідомлено про 4 нові смерті, внаслідок чого кількість померлих зросла до 1444.[80]
- У Сполучених Штатах Америки кількість випадків перевищила 91 мільйон.[81]

### 15 липня
- Канада повідомила про 1892 нові випадки хвороби, загальна кількість випадків зросла до 4007474.[82]
- Малайзія повідомила про 5230 активних випадків хвороби, загальна кількість випадків зросла до 4613998. Зареєстровано 2297 одужань, загальна кількість одужань зросла до 4536946. Зареєстровано 8 смертей, кількість померлих зросла до 35844.[83]
- Нова Зеландія повідомила про 10803 нові випадки хвороби, загальна кількість випадків зросла до 1484746. Зареєстровано 9534 одужання, загальна кількість одужань зросла до 1410945. Зареєстровано 16 смертей, кількість померлих зросла до 1776.[84]
- Північна Корея повідомила про 500 нових випадків хвороби, загальна кількість випадків зросла до 4770400.[85]
- Сінгапур повідомив про 10526 нових випадків захворювання, внаслідок чого загальна кількість випадків досягла 1579946. Повідомлено про 3 нових смерті, кількість померлих зросла до 1447.[86]
- Нідерландський футбольний тренер Саріна Вігман отримала позитивний тест на COVID-19.[87]

### 16 липня
- Японія повідомила про 110675 нових випадків хвороби за добу, загальна кількість випадків зросла до 10204843.[88]
- Малайзія повідомила про 5047 нових випадків хвороби, в результаті чого загальна кількість випадків досягла 4619045. Зареєстровано 3770 одужань, загальна кількість одужань зросла до 4540716. Зареєстровано 4 смерті, кількість померлих зросла до 35848.[89]
- Нова Зеландія повідомила про 9549 нових випадків хвороби, загальна кількість випадків зросла до 1494272. Зареєстровано 9533 одужання, загальна кількість одужань зросла до 1420478. Зареєстровано 28 смертей, кількість померлих зросла до 1805.[90]
- Північна Корея повідомила про 460 нових випадків хвороби, внаслідок чого загальна кількість випадків досягла 4770860.[91]
- На острові Піткерн повідомили про перший випадок хвороби.[92]
- Сінгапур повідомив про 9153 нові випадки хвороби разом із двома завезеними випадками нового підваріанту Centaurus, загальна кількість випадків зросла до 1589099. Повідомлено про 3 нові смерті, кількість померлих зросла до 1450.[93]
- У ПАР кількість випадків хвороби перевищила 4 мільйони.

### 17 липня
- В Італії кількість випадків COVID-19 перевищила 20 мільйонів.[94]
- Малайзія повідомила про 3936 нових випадків хвороби, загальна кількість випадків зросла до 4622981. Зареєстровано 3899 одужань, загальна кількість одужань зросла до 4544615. Зареєстровано 7 смертей, кількість померлих зросла до 35855.[95]
- Нова Зеландія повідомила про 6493 нові випадки хвороби, загальна кількість випадків зросла до 1500754. Зареєстровано 7751 одужання, загальна кількість одужань зросла до 1428229. Зареєстровано 22 смерті, кількість померлих зросла до 1827.[96]
- Північна Корея повідомила про 430 нових випадків хвороби, внаслідок чого загальна кількість випадків досягла 4771290.[97]
- Сінгапур повідомив про 6947 нових випадків хвороби, внаслідок чого загальна кількість випадків досягла 1596046. Повідомлено про 3 нових смерті, кількість померлих зросла до 1453.[98]

### 18 липня
- Канада повідомила про 4885 нових випадків хвороби, внаслідок чого загальна кількість випадків досягла 4012359.[99]
- У Франції кількість випадків COVID-19 перевищила 33 мільйони.[100]
- Малайзія повідомила про 3080 нових випадків хвороби, внаслідок чого загальна кількість випадків досягла 4626061. Зареєстровано 3399 одужань, загальна кількість одужань зросла до 4548014. Зареєстровано 7 смертей, кількість померлих зросла до 35862.[101]
- Нова Зеландія повідомила про 7975 нових випадків хвороби, загальна кількість випадків зросла до 1508728. Зареєстровано 8675 одужань, загальна кількість одужань зросла до 1436904. Зареєстровано 21 смерть, кількість померлих зросла до 1849.[102]
- Північна Корея повідомила про 310 нових випадків хвороби, внаслідок чого загальна кількість випадків досягла 4771600.[103]
- Сінгапур повідомив про 6227 нових випадків хвороби, загальна кількість випадків зросла до 1602273. Крім того, серед 4 хворих, які померли від COVID-19, була 4-річна дівчинка, кількість померлих досягла 1457.[104]
- Згідно з повідомленням клубу, тренер професійного японського бейсбольного клубу «Хоккайдо Файтерс» Цуйосі Сіндзьо отримав позитивний результат тестування на COVID-19.

### 19 липня
- Малайзія повідомила про 3902 нові випадки хвороби, загальна кількість випадків зросла до 4629963. Зареєстровано 2935 одужань, загальна кількість одужань зросла до 4550949. Зареєстровано 8 смертей, кількість померлих зросла до 35870.[105]
- Нова Зеландія повідомила про 10772 нові випадки хвороби, загальна кількість випадків зросла до 1519490. Зареєстровано 11817 одужань, загальна кількість одужань зросла до 1448721. Зареєстровано 19 смертей, кількість померлих зросла до 1870.[106]
- Північна Корея повідомила про 260 нових випадків хвороби, загальна кількість випадків зросла до 4771860.[107]
- Сінгапур повідомив про 13794 нові випадки хвороби, загальна кількість випадків зросла до 1616067. Повідомлено про 3 нові смерті, кількість померлих зросла до 1460.[108]
- Кубинсько-американська співачка Каміла Кабельйо повідомила в TikTok, що у неї позитивний тест на COVID-19.[109]
- Англійська футболістка Ганна Гемптон отримала позитивний результат тестування на COVID-19, і пропустила чвертьфінальний матч проти збірної Іспанії.[110]
- Губернатор Іллінойсу Джей Роберт Пріцкер отримав позитивний результат тестування на COVID-19.[111]
- Згідно з офіційним звітом представника команди, шосейні велогонщики «AG2R Citroën Team» Мікаель Шерель і Орельєн Парет-Пентр отримали позитивний результат тесту на COVID-19 і утрималися від усіх етапів, що залишилися, на Тур де Франс 2022.

### 20 липня
Щотижневий звіт ВООЗ:
- Японія повідомила про 152495 нових випадків хвороби за добу, що стало другим показником кількості випадків за добу, загальна кількість випадків зросла до 10584378.[113]
- Малайзія повідомила про 5685 нових випадків хвороби, внаслідок чого загальна кількість випадків досягла 4635648. Зареєстровано 3337 одужань, внаслідок чого загальна кількість одужань зросла до 4554286. Зареєстровано 8 смертей, кількість померлих зросла до 35878.[114]
- У Новій Зеландії повідомили про 10716 нових випадків хвороби, загальна кількість випадків досягла 1530186. Зареєстровано 11744 одужання, загальна кількість одужань зросла до 1460465. Зареєстровано 34 смерті, кількість померлих зросла до 1907.[115]
- Північна Корея повідомила про 260 нових випадків хвороби, загальна кількість випадків зросла до 4772120.[116]
- Сінгапур повідомив про 10293 нові випадки хвороби, загальна кількість випадків зросла до 1626360. Повідомлено про 3 нові смерті, кількість померлих зросла до 1463.[117]
- Згідно з повідомленням на клубному сайті, у багатьох професійних японських бейсболістів з клубу «Токіо Джайнтс» підтверджено позитивний результат тесту на COVID-19, включаючи пітчера Тайсея Ота, Юкі Такахасі, Томоюкі Сугано, Йосіхіро Мару, Со Накату, Казуму Окамото.

### 21 липня
- У Бангладеш кількість випадків COVID-19 перевищила 2 мільйони.[118]
- У Гватемалі кількість випадків COVID-19 перевищила 1 мільйон.
- Японія повідомила про 186246 нових випадків хвороби за добу, загальна кількість випадків зросла до 10785505.[119]
- Малайзія повідомила про 4587 випадків хвороби, внаслідок чого загальна кількість випадків досягла 4640235. Зареєстровано 2652 одужання, загальна кількість одужань зросла до 4556938. Зареєстровано 10 смертей, кількість померлих зросла до 35888.[120]
- У Новій Зеландії повідомили про 10336 нових випадків хвороби, загальна кількість випадків досягла 1540509. Зареєстровано 11684 одужання, загальна кількість одужань зросла до 1472149. Зареєстровано 31 смерть, кількість померлих зросла до 1928.[121]
- Північна Корея повідомила про 170 нових випадків хвороби, внаслідок чого загальна кількість випадків досягла 4772290.[122]
- Сінгапур повідомив про 9749 нових випадків хвороби, загальна кількість випадків зросла до 1636109. Повідомлено про 3 нових смерті, кількість померлих зросла до 1466.[123]
- Південна Корея повідомила про 71170 нових випадків хвороби за добу, перевищивши 19 мільйонів випадків загалом, загальна кількість випадків зросла до 19009080.[124]
- Президент Сполучених Штатів Джо Байден отримав позитивний результат тесту на COVID-19, і на той час у нього спостерігався легкий перебіг хвороби.[125][126]

### 22 липня
- В Австралії кількість випадків COVID-19 перевищила 9 мільйонів, кількість нових випадків і смертей продовжувала зростати на тлі боротьби з хвилею варіанту Омікрон.[127]
- Японія повідомила про 195160 нових випадків хвороби за добу, загальна кількість випадків зросла до 10981802.[128]
- Малайзія повідомила про 3880 нових випадків хвороби, загальна кількість випадків зросла до 4644115. Зареєстровано 2607 одужань, загальна кількість одужань зросла до 4559545. Зареєстровано 14 смертей, кількість померлих зросла до 35902.[129]
- Нова Зеландія повідомила про 9087 нових випадків хвороби, загальна кількість випадків зросла до 1549589. Зареєстровано 10770 одужань, загальна кількість одужань зросла до 1482919. Зареєстровано 22 смерті, кількість померлих зросла до 1954.[130]
- Північна Корея повідомила про 150 нових випадків хвороби, загальна кількість випадків зросла до 4772440.[131]
- Сінгапур повідомив про 8983 нові випадки хвороби разом із 6 новими випадками підваріанту Centaurus, загальна кількість випадків зросла до 1645092. Повідомлено про 2 нові смерті, внаслідок чого кількість померлих зросла до 1468.[132]
- У Сполучених Штатах Америки кількість випадків хвороби перевищила 92 мільйони.[133]
- Тренер японського професійного бейсбольного клубу «Токіо Джайнтс» Тацунорі Хара, згідно з повідомленням на веб-сайті клубу, отримав позитивний тест на COVID-19.

### 23 липня
- Канада повідомила про 31586 нових випадків хвороби за тиждень, загальна кількість випадків зросла до 4056132.
- У Коста-Риці кількість випадків COVID-19 перевищила 1 мільйон.
- Японія повідомила про 200975 нових випадків хвороби за добу, перевищивши 11 мільйонів випадків загалом, загальна кількість випадків зросла до 11182777.[134]
- Малайзія повідомила про 4816 нових випадків хвороби, загальна кількість випадків зросла до 4648931. 3928 хворих одужали, кількість смертей зросла до 4563473. Зареєстровано 9 смертей, кількість померлих зросла до 35911.[135]
- Нова Зеландія повідомила про 8088 нових випадків хвороби, внаслідок чого загальна кількістьвипадків досягла 1557661. Зареєстровано 9483 одужання, загальна кількість одужань зросла до 1492402. Зареєстровано 21 смерть, кількість померлих зросла до 1976.[136]
- Північна Корея повідомила про 120 нових випадків хвороби, загальна кількість випадків зросла до 4772560.[137]
- У Румунії кількість випадків COVID-19 перевищила 3 мільйони.
- Сінгапур повідомив про 7889 нових випадків хвороби, внаслідок чого загальна кількість випадків досягла 1652981. Повідомлено про 4 нові смерті, кількість померлих зросла до 1472.[138]

### 24 липня
- Болівія перевищила поріг у 1 мільйон випадків COVID-19.
- Малайзія повідомила про 2720 нових випадків хвороби, внаслідок чого загальна кількість випадків досягла 4651651. Зареєстровано 4012 одужань, загальна кількість одужань зросла до 4567485. Зареєстровано 3 смерті, кількість померлих зросла до 35914.[139]
- Нова Зеландія повідомила про 5853 нові випадки хвороби, загальна кількість випадків зросла до 1563510. Зареєстровано 6785 одужань, загальна кількість одужань зросла до 1499187. Зареєстровано 14 смертей, кількість померлих зросла до 1990.[140]
- Північна Корея повідомила про 120 нових випадків хвороби, внаслідок чого загальна кількість випадків досягла 4772680.[141]
- Сінгапур повідомив про 6175 нових випадків хвороби, внаслідок чого загальна кількість випадків досягла 1659156. Повідомлено про 4 нові смерті, кількість померлих зросла до 1476.[142]

### 25 липня
- Малайзія повідомила про 3300 нових випадків хвороби, внаслідок чого загальна кількість випадків досягла 4654951. Зареєстровано 5227 одужань, загальна кількість одужань зросла до 4572712. Зареєстровано 9 смертей, кількість померлих зросла до 35923.[143]
- У Новій Зеландії повідомили про 7297 нових випадків хвороби, загальна кількість випадків досягла 1570802. Зареєстровано 7693 одужання, загальна кількість одужань зросла до 1506880. Зареєстровано 16 смертей, кількість померлих зросла до 2006.[144]
- Північна Корея повідомила про 60 нових випадків хвороби, загальна кількість випадків зросла до 4772740.[145]
- Сінгапур повідомив про 5551 новий випадок хвороби, загальна кількість випадків зросла до 1664707. Повідомлено про 7 нових смертей, кількість померлих зросла до 1483.[146]
- Сенатори США Джо Менчин і Ліза Меркавскі отримали позитивний результат тестування на COVID-19.[147]

### 26 липня
- Малайзія повідомила про 4759 нових випадків хвороби, загальна кількість випадків зросла до 4659710. Зареєстровано 4806 одужань, загальна кількість одужань зросла до 4577518. Зареєстровано 9 смертей, кількість померлих зросла до 35932.[148]
- У Новій Зеландії повідомили про 10336 нових випадків хвороби, загальна кількість випадків досягла 1540509. Зареєстровано 10705 одужань, загальна кількість одужань зросла до 1518146. Зареєстровано 47 смертей, кількість померлих зросла до 1396.[121]
- Північна Корея повідомила про 40 нових випадків хвороби, загальна кількість випадків зросла до 4772780.[149]
- У Сінгапурі повідомили про 12419 нових випадків хвороби, загальна кількість випадків досягла 1677126. Повідомлено про 4 нові смерті, внаслідок чого кількість померлих досягла 1487.[150]

### 27 липня
Щотижневий звіт ВООЗ:
- Японія повідомила про 209694 нові випадки хвороби за добу, загальна кількість випадків зросла до 11888057.[152]
- Малайзія повідомила про 4503 нові випадки хвороби, внаслідок чого загальна кількість випадків досягла 4664213. Зареєстровано 3847 одужань, загальна кількість одужань зросла до 4581365. Зареєстровано 10 смертей, кількість померлих зросла до 35942.[153]
- Нова Зеландія повідомила про 9124 нові випадки хвороби, загальна кількість випадків зросла до 1589584. Зареєстровано 10653 одужання, загальна кількість одужань зросла до 1528799. Зареєстровано 31 смерть, кількість померлих зросла до 1427.[154]
- Північна Корея повідомила про 10 нових випадків хвороби, загальна кількість випадків зросла до 4772790.[155]
- Сінгапур повідомив про 8763 нові випадки хвороби, внаслідок чого загальна кількість випадків досягла 1677126. Повідомлено про 3 нові смерті, кількість померлих зросла до 1490.[156]
- У Туреччині кількість випадків хвороби перевищила 16 мільйонів.

### 28 липня
- Японія повідомила про 233094 нові випадки хвороби за добу, перевищивши 12 мільйонів випадків загалом, загальна кількість випадків зросла до 12121151.[157]
- Малайзія повідомила про 3926 випадків хвороби, загальна кількість випадків зросла до 4668139. Зареєстровано 3542 одужання, загальна кількість одужань зросла до 4584907. Зареєстровано 4 смерті, кількість померлих зросла до 35946.[158]
- Нова Зеландія повідомила про 7939 випадків хвороби, внаслідок чого загальна кількість випадків досягла 1597516. Зареєстровано 10312 одужань, загальна кількість одужань зросла до 1539111. Зареєстровано 28 смертей, кількість померлих зросла до 1455.[159]
- Північна Корея повідомила про 20 нових випадків хвороби, внаслідок чого загальна кількість випадків досягла 4772810.[160]
- Сінгапур повідомив про 17328 нових випадків хвороби, внаслідок чого загальна кількість випадків досягла 1694454. Повідомлено про 2 нові смерті, внаслідок чого кількість померлих зросла до 1492.[161]

### 29 липня
- Японія повідомила про 221442 нові випадки хвороби за добу, загальна кількість випадків зросла до 12340050.[162]
- Малайзія повідомила про 4860 нових випадків хвороби, загальна кількість випадків зросла до 4672999. Зареєстровано 3836 одужань, загальна кількість одужань зросла до 4588743. Зареєстровано 10 смертей, кількість померлих зросла до 35956.[163]
- Нова Зеландія повідомила про 7918 випадків хвороби, внаслідок чого загальна кількість випадків досягла 1605416. Зареєстровано 9030 одужань, загальна кількість одужань зросла до 1548141. Зареєстровано 24 смерті, кількість померлих зросла до 1479.[164]
- Північна Корея повідомила про 3 нові випадки хвороби, внаслідок чого загальна кількість випадків досягла 4772813.[165]
- Сінгапур повідомив про 7938 нових випадків хвороби, загальна кількість випадків зросла до 1702392. Повідомлено про 2 нові смерті, внаслідок чого кількість померлих зросла до 1494.[166]

### 30 липня
- Канада повідомила про 28596 нових випадків хвороби протягом останнього тижня, загальна кількість випадків зросла до 4084728.
- В Індії кількість випадків COVID-19 перевищила 44 мільйони.
- В Італії кількість випадків COVID-19 перевищила 21 мільйон.[167]
- Японія повідомила про 222305 нових випадків хвороби за добу, загальна кількість випадків зросла до 12553010.[168]
- Малайзія повідомила про 4271 новий випадок хвороби, загальна кількість випадків зросла до 4677270. Зареєстровано 5553 одужання, загальна кількість одужань зросла до 4594296. Зареєстровано 4 смерті, кількість померлих зросла до 35960.[169]
- Нова Зеландія повідомила про 6475 нових випадків хвороби, внаслідок чого загальна кількість випадків досягла 1611885. Зареєстровано 8050 одужань, загальна кількість одужань зросла до 1556191. Повідомлено про 2 смерті, кількість померлих зросла до 1502.[170]
- Північна Корея не повідомила про нові випадки хвороби, загальна кількість випадків залишилася на рівні 4772813.[171]
- Сінгапур повідомив про 6558 нових випадків хвороби, внаслідок чого загальна кількість випадків досягла 1708950. Повідомлено про 3 нові смерті, внаслідок чого кількість померлих зросла до 1497.[172]
- Південна Корея повідомила про 81944 нові випадки хвороби, загальна кількість випадків зросла до 19702461. Зареєстровано 35 смертей, кількість померлих зросла до 25027 осіб.[173]
- У Сполучених Штатах Америки кількість випадків хвороби перевищила 93 мільйони.[167]
- Президент Сполучених Штатів Джо Байден вдруге отримав позитивний результат тестування на COVID-19, і повернувся на ізоляцію.[174]
- У всьому світі було зареєстровано приблизно 550 мільйонів одужань.

### 31 липня
- Малайзія повідомила про 2783 нові випадки хвороби, загальна кількість зросла до 4680053. Зареєстровано 4482 одужання, загальна кількість одужань зросла до 4598778. Повідомлено про 9 смертей, кількість померлих зросла до 35969.[175]
- Нова Зеландія повідомила про 4464 нові випадки хвороби, загальна кількість випадків зросла до 1616341. Зареєстровано 6110 одужань, загальна кількість одужань зросла до 1562301. Кількість померлих залишилася на рівні 1502.[176]
- Північна Корея не повідомила про нові випадки хвороби, загальна кількість випадків залишилася на рівні 4772813.[177]
- Сінгапур повідомив про 5106 нових випадків хвороби, загальна кількість випадків зросла до 1714056. Повідомлено про 3 нові смерті, кількість померлих зросла до 1500.[178]
- Відповідно до офіційного повідомлення Управління Імператорського двору Японії, принцеса Йоко отримала позитивний результат тестування на COVID-19.

## Резюме
Країни та території, які підтвердили перші випадки захворювання протягом липня 2022 року:
| Дата          | Країна або територія |
| ------------- | -------------------- |
| 16 липня 2022 | Піткерн              |

Станом на кінець травня лише такі країни та території не повідомляли про випадки зараження SARS-CoV-2:
Азія
- Туркменістан

Океанія
- Токелау